# Natalia Carbajosa
Natalia Carbajosa Palmero (Puerto de Santa María, 1971) es una escritora, poetisa, traductora y profesora del área de Lenguas Modernas de la Universidad Politécnica de Cartagena. Ha recibido importantes premios nacionales por su obra literaria y académica, y está especializada en la traducción de poetas americanas del siglo XX.

## Biografía
Carbajosa pasó su infancia y su adolescencia en Zamora, estudió Filología Inglesa en la Universidad de Salamanca y se doctoró con una tesis sobre la comedia de Shakespeare. En la actualidad trabaja como profesora titular de la Universidad Politécnica de Cartagena. Está especializada en poesía angloamericana de mujeres del siglo XX. Acumula una importante obra como poeta, traductora, ensayista y divulgadora cultural.  
Algunos de sus poemas han sido traducidos y publicados en otros idiomas, colabora habitualmente con la revistas Jot Down, y ha escrito en la revista literaria El coloquio de los perros. Asimismo ha participado en festivales de poesía como Ardentísima (Murcia), PAN (Morille, Salamanca), Mucho Más Mayo (Cartagena), el London Poetry Festival o los Encuentros de Poesía, Música y Plástica de Puente Genil. Desde 2021 es miembro del Seminario Permanente Claudio Rodríguez.

## Obra

### Poesía
- Pronóstico, Ediciones Torremozas, 2005
- Los reinos y las horas / Himeneo y sus nombres, Ediciones Tres Fronteras, 2006
- Desde una estrella enana / Biografía elemental, Editorial Poesía Eres Tú, 2009
- Tu suerte está en Ispahán. Editorial Hipálage, 2012
- La vida extraña. Editorial Amarante, 2014
- Lugar. Editorial Raspabook, 2019

### Narrativa
- Patologías. Editorial Áglaya, 2006. Relatos

### Literatura infantil y juvenil
- Las aventuras de Perico Pico, edición bilingüe. Editorial Raspabook, 2016. Literatura infantil

### Ensayo
- Shakespeare y el lenguaje de la comedia. Editorial Verbum, 2009
- Female Beatness: Mujeres, género y poesía de la generación Beat. En colaboración con Isabel Castelao-Gómez. Publicaciones de la Universidad de Valencia, Biblioteca Javier Coy de Estudios Norteamericanos.
- La belleza de... traducir poesía, Eolas. Obra finalista del Premio de la Crítica de Castilla y León. [7]

### Traducciones
- Trilogía, de H.D. Editorial Lumen, 2008. Poesía. Traducción, prólogo y notas.
- Hontanares, de Scott Hightower. Poesía. Editorial Devenir, 2012.
- Mujeres a los remos: Antología de poetas estadounidenses contemporáneas. Poesía. Mantis Editores, 2012.
- Kathleen Raine, Adiós, prados felices. Autobiografía. Traducción y notas de Natalia Carbajosa y Adolfo Gómez Tomé, Prólogo de  Benito Estrella. Editorial Renacimiento, 2012.
- Kathleen Raine, Utilidad de la belleza. Ensayo. Editorial Vaso Roto, 2013.
- Rae Armantrout, Poemas 2004-2014. Poesía. Traducción y estudio preliminar. Publicaciones Universidad de Valencia, 2014.
- Emily Fragos, Rehén. Poesía. Editorial Raspabook, 2016.
- Lorine Niedecker, Y el lugar era agua: Antología poética. Poesía. Traducción, introducción y notas. Ediciones Eolas, 2018. PREMIO DE TRADUCCIÓN AEDEAN, Asociación española de estudios angloamericanos, 2019.
- Ana Blandiana, El sol del más allá y El reflujo de los sentidos. Poesía. Introducción de Viorica Patea, traducción de Viorica Patea y Natalia Carbajosa. Editorial Pre-Textos, 2016.
- Ana Blandiana, Octubre, Noviembre, Diciembre. Poesía. Introducción de Viorica Patea, traducción de Viorica Patea y Natalia Carbajosa. Editorial Pre-Textos, 2017.
- Dorothea Tanning, Si llegamos a eso. Poesía.Editorial Vaso Roto, 2019.
- Adrienne Rich, Rescate a medianoche. Poesía.Vaso Roto Ediciones, 2020.
- Joumana Haddad, Yo maté a Sherezade. Ensayo. Vaso Roto Ediciones, 2020.
- Ana Blandiana, Variaciones sobre un tema dado. Traducción de Viorica Patea y Natalia Carbajosa. Editorial Visor, 2021.
- Ana Blandiana, Primera persona del plural y El talón vulnerable. Poesía. Traducción de Viorica Patea y Natalia Carbajosa. Editorial Visor, 2021.
- Ana Blandiana, Un arcángel manchado de hollín. Poesía. (Incluye tres libros:Estrella predadora, La arquitectura de las olas y El reloj sin horas). Traducción de Viorica Patea y Natalia Carbajosa. Galaxia Gutenberg, 2021.
- Curtis Bauer, Selfi americano. Poesía. Traducción de Natalia Carbajosa. Vaso Roto Ediciones, 2022.
- T. S. Eliot, La tierra baldía. Traducción de Natalia Cabajosa (con la colaboración de María Teresa Gibert y Viorica Patea). Cátedra, 2022.

## Premios y reconocimientos
El año 2006 su obra Patologías se alzó con el Premio al Libro Murciano del Año en la categoría "relatos".
En 2017 fue ganadora del segundo premio en los "International Latino Book Awards" en la categoría de libros infantiles bilingües por capítulos con la obra infantil Las aventuras de Perico Pico, y en 2019 recibió el Premio de Traducción de la Asociación Española de Estudios Angloamericanos (AEDEAN) por su edición bilingüe de la poeta norteamericana Lorine Niedecker.
También ha recibido en 2021 el Premio de Investigación Javier Coy de investigación literaria concedido por SAAS, Spanish Society of American Studies, 2021 por el libro Female Beatness: Mujeres, género y poesía en la generación Beat,  una monografía en español sobre el grupo de poetas que irrumpieron en la escena bohemia y artística de Estados Unidos en los años 50.